# Curse of Chucky
Curse of Chucky is een Amerikaanse horrorfilm uit 2013 geregisseerd en geschreven door Don Mancini. Het is het zesde deel uit de Child's Play-filmreeks. In tegenstelling tot zijn voorgaande delen was dit de eerste film die niet in de bioscoop werd uitgebracht. 

## Verhaal
Nica rouwt om de gruwelijke zelfmoord van haar moeder wanneer haar dominante, oudere zus Barb met haar gezin arriveert om hun moeders zaken te regelen. Terwijl de zussen ruziën over Nica's toekomstige plannen troost Barbs jonge dochter zich met een grijnzende, roodharige, sprekende pop met de naam Chucky, die op mysterieuze wijze met de post is gekomen. Maar wanneer een aantal gruwelijke moorden het huishouden begint te terroriseren vermoedt Nica dat de pop weleens de sleutel tot het bloedvergieten kon zijn.

## Rolverdeling
- Fiona Dourif - Nica Pierce
  - Anne Leveille - jonge Nica
- Brad Dourif - Charles Lee Ray / Chucky (stem)
- Danielle Bisutti - Barbie "Barb" Pierce
  - Kally Berard - jonge Barb
- Brennan Elliott - Ian
- Chantal Quesnelle - Sarah Pierce
- A Martinez - Pastoor Frank
- Maitland McConnell - Jill (au pair)
- Summer H. Howell - Alice Pierce (als Summer Howell)
- Jordan Gavaris - Pakketbezorger
- Darren Wall - Snelweg agent
- Adam Hurtig - Officier Stanton
- Jennifer Tilly - Tiffany (cameo)
- Alex Vincent - Andy Barclay (cameo)
- Chris Sarandon - Mike Norris (in flashback)